# Bubalopa furcata
Bubalopa furcata är en insektsart som beskrevs av Leon Fairmaire. Bubalopa furcata ingår i släktet Bubalopa och familjen hornstritar. Inga underarter finns listade i Catalogue of Life.